# Record Store Day
Il Record Store Day è una giornata celebrata, a livello internazionale, ogni terzo sabato del mese di aprile di ogni anno e il cui scopo, così come concepita da Chris Brown (un impiegato di un negozio indipendente di dischi statunitense), è quello di celebrare gli oltre 700 negozi di dischi indipendenti negli Stati Uniti d'America, assieme alle centinaia di migliaia di negozi musicali indipendenti in tutto il globo.

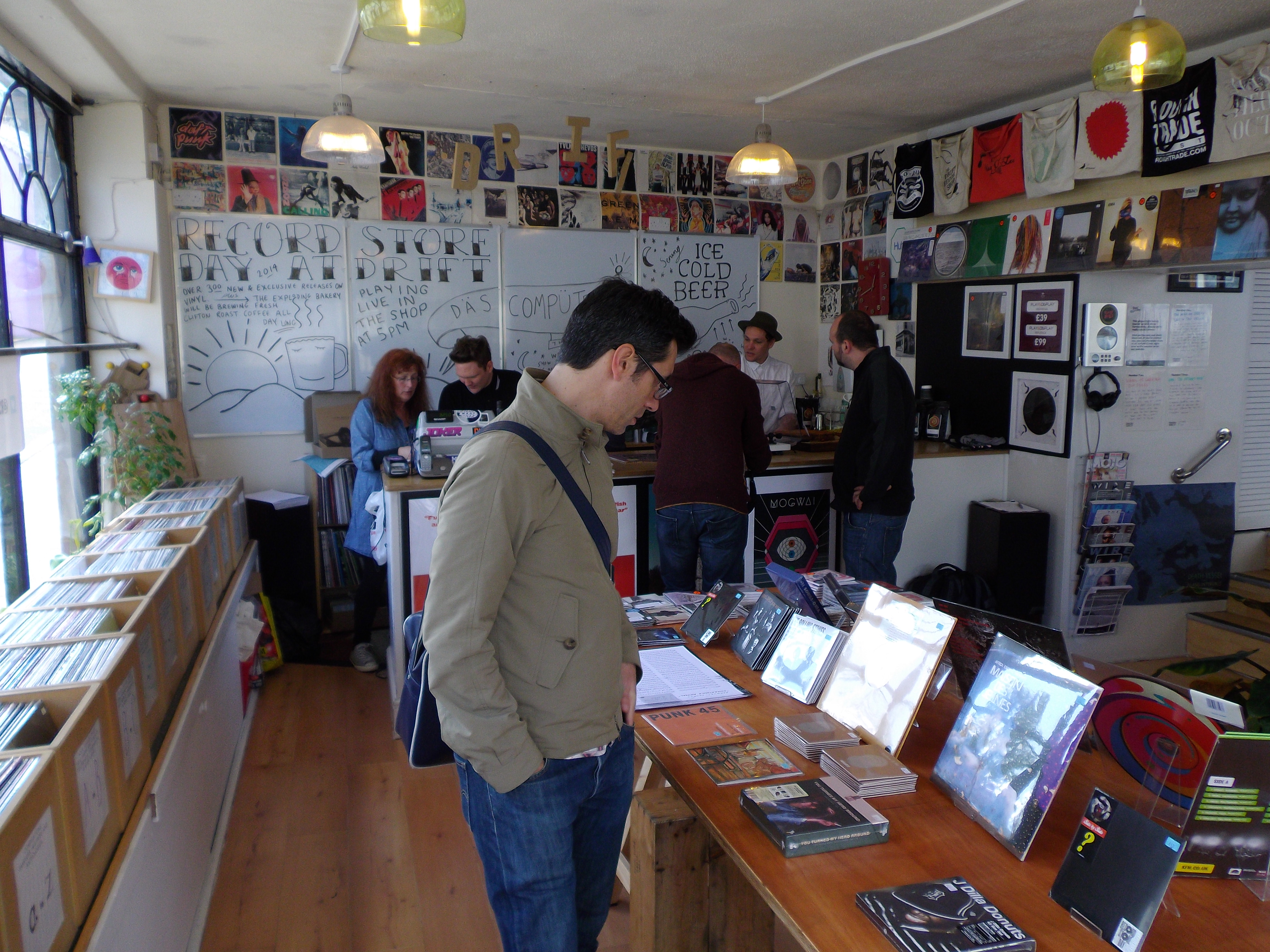
La giornata del Record Store Day 2014 al Drift Records di Totnes, Inghilterra.

Il Record Store Day è nato ufficialmente nel 2007 e viene festeggiato con centinaia di registrazioni e di artisti che vi partecipano facendo apparizioni speciali, performance, incontri e accoglienza con i propri fan, nonché con l'organizzazione di mostre d'arte, stampa di vinili e CD in edizione speciale, insieme ad altri prodotti promozionali creati per l'occasione.

## Record Store Day 2008
Furono i Metallica a lanciare ufficialmente il primo Record Store Day, al negozio di dischi Rasputin Music di Mountain View, in California, il 19 aprile del 2008.
Fra le edizioni speciali pubblicate all'epoca, c'erano quelle dei Death Cab For Cutie, dei R.E.M., di Stephen Malkmus, dei Vampire Weekend, i The Teenagers, i Black Kids, e di Jason Mraz.
Circa 300 negozi americani parteciparono all'iniziativa.

## Record Store Day 2009
Il secondo Record Store Day è stato celebrato sabato 18 aprile 2009, con apparizioni da parte degli Slayer, di Tom Waits, Bob Dylan, Leonard Cohen, Iron & Wine, The Stooges, MC5, Wilco, Disturbed, Killswitch Engage, Erykah Badu, Talib Kweli, e degli Eagles of Death Metal.
Anche se il 95% delle pubblicazioni speciali uscite per Record Store Day ha riguardato il mercato statunitense, l'evento ha cominciato a crescere a livello internazionale.

## Record Store Day 2010
Il 17 aprile del 2010 si è tenuto il terzo appuntamento del Record Store Day.
Diversi artisti hanno fatto apparizioni nei negozi per l'evento: gli Smashing Pumpkins, quindi Frank Black, Exene Cervenka, Angie Stone, Jason Derulo, gli Alice in Chains, i Mastodon, Josh Ritter, gli HIM, Slash, Sick Puppies, Care Bears on Fire, Emmylou Harris.

## Record Store Day 2011
Il quarto appuntamento con il Record Store Day si è svolto il 16 aprile 2011.
Oltre seicento artisti hanno festeggiato l'evento con apparizioni in negozio, fra cui: i Beastie Boys, i Foo Fighters, Duran Duran, My Chemical Romance, Wiz Khalifa, Todd Rundgren, Anvil, Regina Spektor, Jack White e Jerry Lee Lewis, The dB's, The Raveonettes, TV on the Radio, Frightened Rabbit, i Deftones, Chuck D, The Lonely Island, Josh Groban.

## Record Store Day 2012
La quinta edizione del Record Store Day si è tenuta il 21 aprile 2012 e ha visto la stampa di edizioni speciali che includono titoli di artisti tra cui gli ABBA, Arctic Monkeys, Ryan Adams, Arcade Fire, The Black Keys, Michael Bublé, James Brown, David Bowie, The Clash, Leonard Cohen, Coldplay, Cradle of Filth, Miles Davis, Noel Gallagher, Garbage, Genesis, Buddy Guy, The Hives, The Cure, The Stooges, Janis Joplin, The Knack, Mastodon, Metallica, Paul McCartney, M83, M. Ward, Neon Trees, Ozzy Osbourne, Katy Perry, Phish, Joey Ramone, Bruce Springsteen, Regina Spektor, Tegan and Sara, T.Rex, Pete Townshend, Eddie Vedder, White Stripes, Wilco, Social Distortion, Death Cab for Cutie e Moving Mountains. Fra le edizioni speciali, sono stati prodotti i vinili in edizione limitata di Beyond Magnetic dei Metallica, versione 33 giri (stampato in cinquemila copie) e Up with the Birds/U.F.O. dei Coldplay (versione 45 giri stampato in duemila copie).

## Record Store Day 2013
L'edizione 2013 dell'RSD si è tenuta il 20 aprile 2013. L'ambasciatore ufficiale è stato Jack White, dei White Stripes. Il loro album Elephant è stato ristampato con un'edizione LP per il 10º anniversario, in vinile nero e rosso da un lato, vinile bianco dall'altro. Fra gli artisti che pubblicheranno LP o CD in edizione speciale o in ristampa, anche i Pink Floyd quest'anno proporranno una particolare edizione del disco intitolato See Emily Play Pink Vinyl. Lo stesso, verrà distribuito in vinile rosa, in formato 45 giri e in edizione limitata, con inclusa un'illustrazione realizzata da Syd Barrett.
Durante il Record Store Day si è tenuta un'esibizione acustica dei Paramore, che hanno suonato alcuni brani dal loro ultimo album Paramore, rendendo disponibile per l'evento un vinile con i tre interludi acustici presenti nell'album, intitolato The Holiday Sessions.

## Record Store Day 2014
L'iniziativa del Record Store Day (RSD) 2014, si è svolta nella giornata del 19 aprile 2014. Per l'occasione, fra l'altro sono state stampate edizioni speciali di artisti come: Aerosmith, Alice Cooper, August Burns Red, The Beach Boys, Bob Dylan, Bruce Springsteen, The Byrds, Cannibal Corpse, Captain Beefheart, Damon Albarn, The Darkness, David Bowie, David Lynch, Deep Purple, The Doors, Dream Theater, Elbow, The Everly Brothers, Fleetwood Mac, Frank Zappa, Garbage e Brody Dalle, Grateful Dead, Green Day, Hawkwind, Ice T, Jake Bugg, Jay-Z e Linkin Park, The Jimi Hendrix Experience, Jethro Tull, Johnny Cash, Joy Division, Katy B, Kings of Leon, LCD Soundsystem, Little Dragon, London Grammar, Marc Bolan, Mastodon, Motörhead, Neil Young, Nirvana, Oasis, One Direction, Opeth, Paramore, Paul Weller, Pet Shop Boys, Peter Murphy, Placebo, R.E.M., Ramones, Rival Sons, Roger Taylor, Roger Waters, The Rolling Stones, Sex Pistols, Slipknot, Soundgarden, The Specials, Status Quo, Tears for Fears, The Stranglers, Tame Impala, Volbeat, The Yardbirds, Pixies.

## Record Store Day 2015
Il Record Store Day del 2015 si è svolto il 18 aprile. La lista (non esaustiva) delle esclusive pubblicate è legata ai seguenti artisti: Brand New, Anne Briggs, Martin Carthy, Johnny Cash, Shirley Collins, The Doors, Bob Dylan, Foo Fighters, Garbage, Jerry Garcia, Grateful Dead, Jethro Tull, Paul McCartney, Karol Mikloš, Willie Nelson, Oneohtrix Point Never, Tess Parks & Anton Newcombe, Emitt Rhodes, Sex Pistols, Siouxsie and the Banshees, The Stooges, Brian Wilson, Johnny Winter, U2, The Used, The White Stripes.

## Record Store Day 2016
Il Record Store Day 2016 si è tenuto il 16 aprile con versioni esclusive degli album di David Bowie, Bob Dylan, Metallica, Johnny Cash, Madonna, Patti Smith, Deftones, Frank Zappa e dei Doors. I Metallica ne sono stati gli ambasciatori ufficiali e hanno pubblicato in questo giornata l'album dal vivo Liberté, Egalité, Fraternité, Metallica! - Live at Le Bataclan, Paris, France - June 11th, 2003 e le edizioni deluxe dei loro primi due album, Kill 'Em All e Ride the Lightning.

## Record Store Day 2017
Il 22 aprile, si è celebrato il Record Store Day 2017, decimo anniversario del primo evento.
In occasione della giornata, i Bastille hanno pubblicato un vinile contenente il singolo inedito Comfort of Strangers e Warmth registrata nei Capitol Studios di Los Angeles.

## Record Store Day 2018
Nel 2018 il Record Store Day si è celebrato il 21 aprile. In occasione della giornata, i The Alarm hanno fatto visita a diversi negozi di Londra, New York e Los Angeles.
Tra le pubblicazioni esclusive si annoverano opere di Prince, Ella Fitzgerald, Bruce Springsteen, Evanescence, Florence and the Machine e tanti altri. La BBC ha pubblicato le colonne sonore di due stagioni della serie televisiva di Doctor Who (The Tomb of the Cybermen e City of Death).

## Record Store Day 2024
Nel 2024 il Record Store Day si è celebrato il 20 aprile. 

## Record Store Day 2025
Nel 2025 il Record Store Day si è celebrato il 12 aprile.

## Ambasciatori ufficiali del Record Store Day
- Record Store Day 2008: James Hetfield, Lars Ulrich, Kirk Hammett e Robert Trujillo dei Metallica
- Record Store Day 2009: Jesse Hughes
- Record Store Day 2010: Josh Homme
- Record Store Day 2011: Ozzy Osbourne[15]
- Record Store Day 2012: Iggy Pop[16]
- Record Store Day 2013: Jack White
- Record Store Day 2014: Chuck D
- Record Store Day 2015: Dave Grohl
- Record Store Day 2016: Metallica
- Record Store Day 2017: St. Vincent[17]
- Record Store Day 2018: Run the Jewels[18]
- Record Store Day 2019
- Record Store Day 2020
- Record Store Day 2021
- Record Store Day 2022
- Record Store Day 2023
- Record Store Day 2024